# Герб Харьюмаа
Герб Харьюмаа — официальный символ уезда Харьюмаа, одного из уездов Эстонии. Герб был утверждён 5 февраля 1937 года, повторно — 24 декабря 1996 года. 

## Описание
В червлёном щите серебряный крест.
Герб происходит от флага Дании, так как в своё время датский король Вальдемар II был правителем Эстляндии. Герб Харьюмаа идентичен малому гербу Таллина. До 1937 года Харьюмаа использовал старый герб Таллина.

## История
В 1929 году управой уезда был рассмотрен вопрос о гербе Харьюмаа. С учётом того, что центром уезда являлась столица Эстонии город Таллин и того, что Харьюмаа исторически была первой эстонской территорией, ставшей владением Дании, гербом уезда было предложено утвердить одинаковый с малым гербом Таллина герб — червлёный (красный) щит с прямым серебряным крестом. Герб был одобрен 24 мая 1929 года постановлением Правительства Эстонской Республики и утверждён 5 февраля 1937 года указом №50 Константина Пятса (указ опубликован в «Riigi Teataja» от 31 марта 1937 года №26, ст. 224). 
24 декабря 1996 года герб уезда 1937 года без изменений был зарегистрирован Государственной Канцелярией Эстонской Республики в качестве герба современного уезда Харьюмаа. 

## См.также
- Флаг Харьюмаа